# Pat Moylan
Pat Moylan (12 de setembro de 1946) é um político irlandês e membro do Seanad Éireann pelo Fianna Fáil. 
Nasceu em Banagher, no Condado de Offaly, onde ainda vive, ele é casado com três filhos e uma filha. 
Foi membro do Offaly County Council de 1975 a 2004. Depois, Moylan foi eleito em 1997 para o 21.º Seanad pelo Painel Agrícola. Em 2002, ele foi nomeado pelo Taoiseach Bertie Ahern como membro do 22.º Seanad, onde foi porta-voz do Fianna Fáil sobre o Turismo, Desporto e Lazer e foi membro da Joint House Services Committee. Ele foi eleito para o 23.º Seanad pelo Painel Agrícola em 2007. 
Ele foi eleito como Cathaoirleach do Seanad em 13 de setembro de 2007.